# Грэм, Уинтроп
Уинтроп Грэм (англ. Winthrop Graham; род. 17 ноября 1965, Сент-Элизабет, Ямайка) — ямайский легкоатлет, который специализировался в беге на 400 метров.

## Биография
Двукратный призер летних Олимпийских игр, трехкратный призер чемпионатов мира по легкой атлетике, чемпион и призер Панамериканских игр.
Дважды, в 1992 и 1993 годах, признавался спортсменом года на Ямайке.